# Ратніков Дмитро Геннадійович
Ратніков Дмитро Геннадійович (нар. 3 квітня 1977, Бровари, УРСР) — український політик, дипломат, громадський діяч. Голова Деснянської районної в місті Києві державної адміністрації. Депутат Броварської міськради IV (2002—2006), V (2006—2010) скликань, Київської обласної ради VI скликання (2010—2015).

## Життєпис
Народився 3 квітня 1977 року в Броварах Київської області. Навчався у місцевій ЗОШ № 2, а також у Республіканському училищі олімпійського резерву (нині Олімпійський коледж ім. Піддубного).

### Освіта
- 1999 — закінчив Київський лінгвістичний університет, спеціальність «менеджмент організацій», кваліфікація — менеджер невиробничої сфери зі знанням іноземних мов;
- 2000—2002 — навчався в аспірантурі в Інституті демографії та соціальних досліджень ім. М. В. Птухи НАН України. У 2010 році здобув науковий ступінь кандидата економічних наук.
- 2012 — закінчив Національну академію управління, спеціальність «правознавство», кваліфікація — юрист.

### Кар'єра
1997—2008 — працював у видавничій та поліграфічній галузі. Менеджер, керівник департаменту у видавництві «Україна Спорт Груп». З 2002 року по 2008 рік — директор видавництва «Обнова».
2008 — асистент кафедри банківської справи Відкритого міжнародного університету розвитку людини «Україна».
2012 — посол з особливих доручень МЗС України.
2012—2015 — радник-посланник посольства України в РФ, відповідав за питання економічного співробітництва.
2013—2015 — представник України в комісії з економічних питань при Економічній раді СНД.

## Політика
Почав свою політичну кар'єру 2002 року. 2002—2010 — двічі обирався депутатом Броварської міської ради як самовисуванець. 2006 року невдало висував кандидатуру на посаду мера Броварів.
2010 — обраний депутатом Київської обласної ради від «Європейської партії України».
2012 — невдало брав участь у виборах до ВРУ VII скл. на 97 окрузі, як кандидат-самовисуванець.
2020 — вдруге висунув кандидатуру на посаду мера Броварів, пройшов до другого туру, після перевиборів посів третє місце.
2020 — став депутатом VIII скл. Броварської міськради, член комісії з питань регламенту, депутатської етики, правопорядку, діяльності ЗСІ, інформаційної політики та технологій.
11 травня 2021 року призначений головою Деснянської районної Київської адміністрації, склав повноваження депутата.

## Скандали
1 червня 2023 року в Деснянському районі через закрите укриття внаслідок російського обстрілу загинуло 3 особи (9-річна дівчинка, її 34-річна мама і 33-річна жінка), травмовано 10 осіб, з них — 1 дитина. З цього приводу Віталій Кличко ініціював відсторонення Ратнікова від виконання обов'язків на час розслідування кримінальної справи про службову недбалість.
5 червня 2023 Ратніков опублікував колективне звернення голів районних адміністрацій Києва, де він закликав Віталія Кличка піти з посади міського голови Києва або голови КМДА, звинувачуючи його у концентруванні влади в одних руках. Кличко відповів, що зранку обговорював результати перевірки й недоліки облаштування укриттів, зазначивши, що районні адміністрації отримали 1,2 млрд гривень і були відповідальними за їх облаштування, додавши таке: «Ваша “дружна команда” навіть за це не готова відповісти». Також, він заявив, що районним адміністраціям навпаки було надано більше повноважень з 2015 року. Також, він додав таке: «Показово, що декламатором слабо полумʼяного спічу виступив пан Ратніков», пригадавши про ініціацію відсторонення.
7 червня 2023 Деснянська РДА звернулася до Кличка з проханням надати Ратнікову премію у розмірі 100% від окладу за травень. Причиною та обґрунтуванням цього було надано список проведених зустрічей.

## Громадська діяльність
Дмитро Ратніков є автором книг «Бровари. Моє місто — мій дім» (2009) та «Броварська ОТГ» (2020) — збірок інформації про історію, економіку, демографію міста Бровари та околиць[первинне джерело].